# پیر موژه
پیر موژه (انگلیسی: Pierre Mauget؛ زادهٔ ۶ آوریل ۱۹۸۴) بازیکن فوتبال اهل فرانسه است.
از باشگاه‌هایی که در آن بازی کرده‌است می‌توان به باشگاه فوتبال آنژه اشاره کرد.